# Clipeodinium pileus
Clipeodinium pileus is een soort in de taxonomische indeling van de Myzozoa, een stam van microscopische parasitaire dieren. Het organisme komt uit het geslacht Clipeodinium en behoort tot de familie [[]]. Clipeodinium pileus werd ontdekt door Pascher.